# René Paul
Ronald René Charles Paul (Paddington, 20 gennaio 1921 – Londra, 16 giugno 2008) è stato uno schermidore britannico, vincitore di una medaglia bronzo ai campionati mondiali di scherma.
È il padre di Barry Paul e Graham Paul, il fratello di Raymond Paul, il cognato di June Foulds-Paul e lo zio di Steven Paul.